# Tébéré (Pissila)
Pour les articles homonymes, voir Tébéré.
Tébéré est une localité située dans le département de Pissila de la province du Sanmatenga dans la région Centre-Nord au Burkina Faso.

## Géographie
Tébéré se trouve à 20 km au sud-est du centre de Pissila, le chef-lieu du département, et à environ 45 km à l'est de Kaya, la capitale régionale. Le village est à 20 km au nord-est de la route nationale 15 reliant à Boulsa à Kaya et à 20 km au sud-est de la route nationale 3 reliant à Tougouri à Kaya.

## Économie
L'activité économique du village repose essentiellement sur l'agro-pastoralisme mais également sur le commerce et les échanges pratiqués au marché de Tébéré, l'un des plus importants du secteur.

## Éducation et santé
Tébéré accueille un centre de santé et de promotion sociale (CSPS) tandis que le centre hospitalier régional (CHR) se trouve à Kaya.
Le village possède une école primaire publique.